# 시상면
시상면(矢狀面, sagittal plane (/ˈsædʒɪtəl/))은 신체를 좌와 우로 가르는 면을 의미한다. 횡단면과 수직하기 때문에 관상면과 함께 종단면longitudinal plane의 일종이나 오롯이 시상면만을 두고 종단면이라 부르기도 한다. 신체를 정확히 절반으로 가르는 면을 정중시상면mid-sagittal plane이라 하고, 이외의 시상면을 시상옆면 혹은 주변시상면parasagittal plane이라 한다. 크레모나의 게라드가 처음으로 sagittal이라는 용어를 사용했다.

## 그림

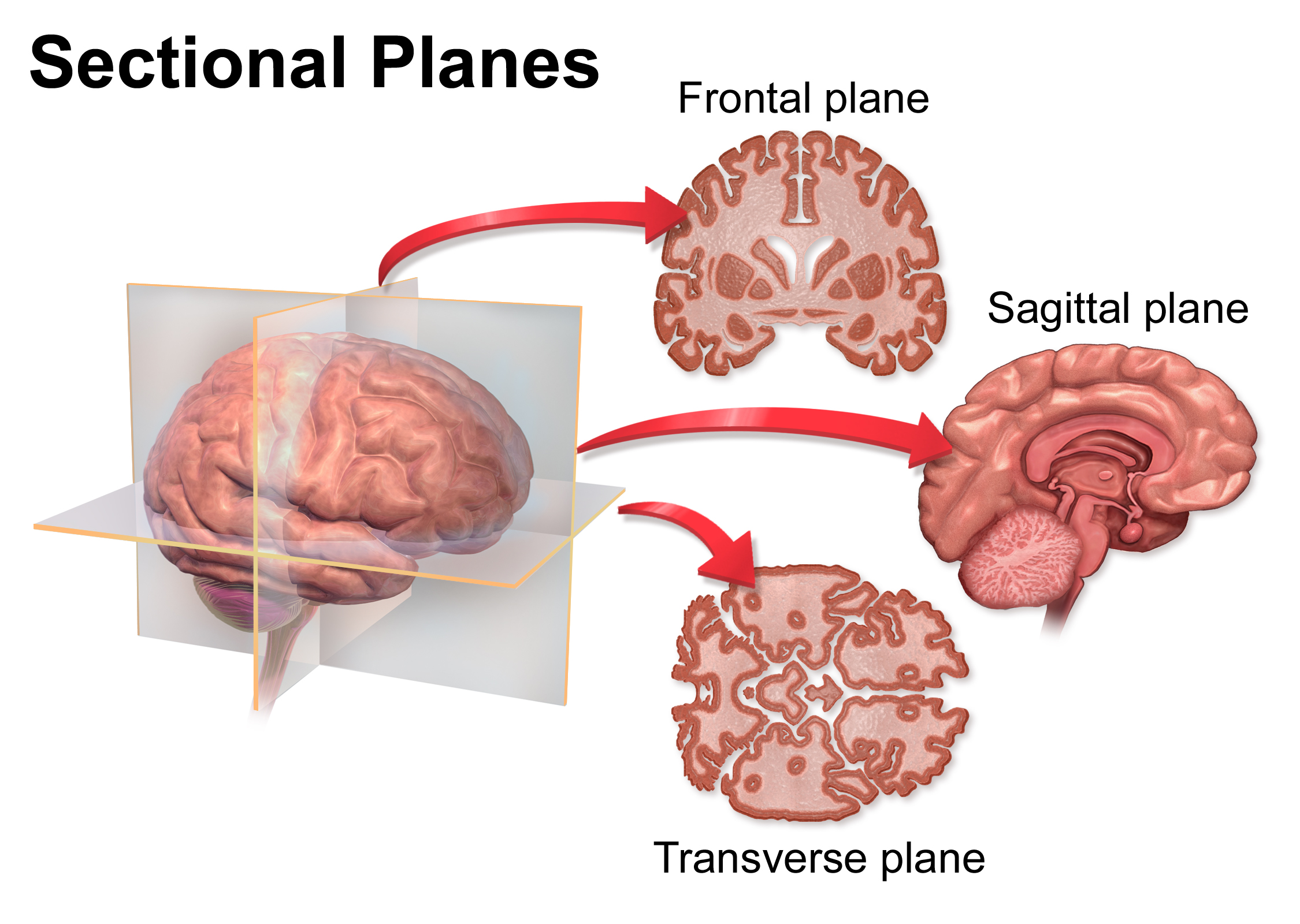
대뇌의 여러 가지 단면들
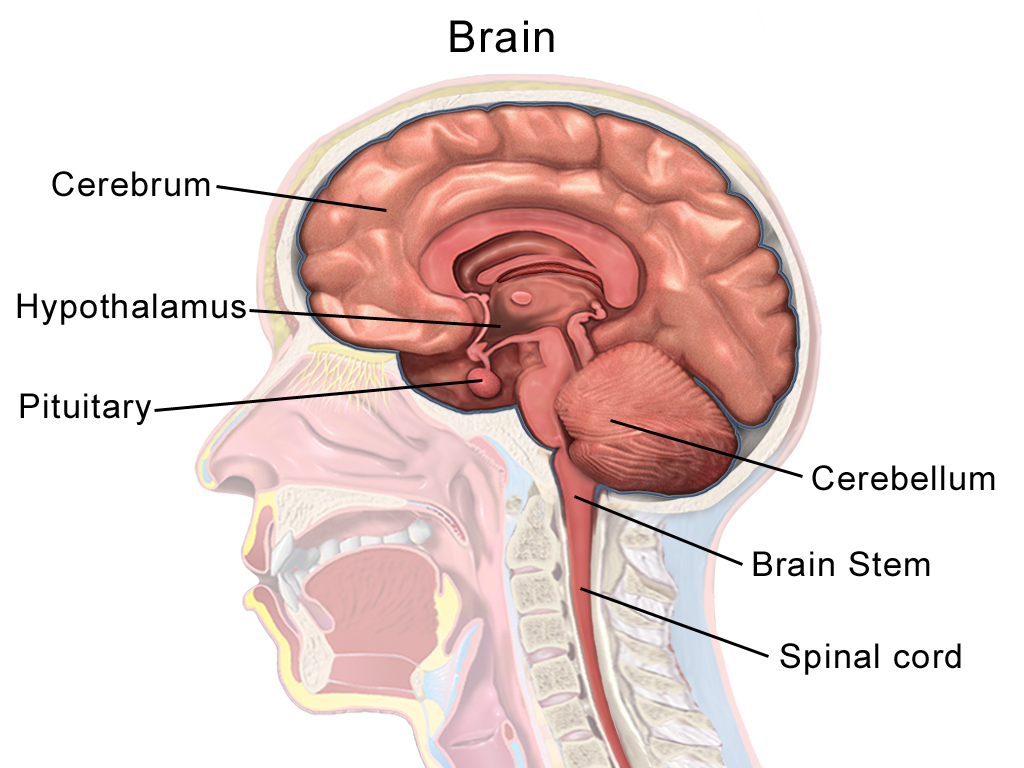
대뇌의 시상면
사람 머리의 자기공명영상 사진

## 같이 보기
- 위치에 대한 해부학 용어
- 관상면
- 횡단면